# Netto Perde Sua Alma
Netto Perde Sua Alma é um filme brasileiro de 2001, do gênero drama. É o primeiro filme dirigido por Tabajara Ruas e Beto Souza. Sua estética cult, é bastante conhecida.

## Sinopse
Antônio de Sousa Netto é um general brasileiro que é ferido no combate na Guerra do Paraguai. Sua recuperação é no Hospital Militar de Corrientes, na Argentina. Lá ele percebe acontecimentos estranhos, como o capitão de Los Santos acusar o cirurgião de ter amputado suas pernas sem necessidade e reencontrar um antigo camarada, o sargento Caldeira, ex-escravo com quem lutou na Guerra dos Farrapos, ocorrida algumas décadas antes. Juntamente com Caldeira, Netto rememora suas participações na guerra e ainda o encontro com Milonga, jovem escravo que se alistara no Corpo de Lanceiros Negros, além do período em que viveu no exílio no Uruguai.

## Elenco
- Werner Schünemann .... General Netto
- Sirmar Antunes .... sargento Caldeira
- Anderson Simões .... Milonga
- Lisa Becker .... enfermeira Catarina
- João França .... capitão de Los Santos
- Laura Schneider .... Maria Escayola
- Márcia do Canto .... enfermeira Zubiaurre
- Arines Ibias .... Phillip Blood
- Fábio Neto .... embaixador
- Oscar Simch .... Ramires
- Nélson Diniz .... capitão Teixeira Nunes
- Letícia Liesenfeld .... Maria Luíza
- Araci Esteves .... sra. Guimarães
- Gilberto Perin .... Padre
- Miguel Ramos .... padre Bandoleiro

## Produção
O roteiro é baseado no romance de Tabajara Ruas e adaptado por Fernando Marés de Souza, Lígia Walper, Beto Souza e Rogério Brasil Ferrari; a direção de fotografia é de Roberto Henkin; a direção de arte de Adriana Nascimento Borba; e a trilha sonora é de Celau Moreira. As locações foram realizadas no Rio Grande do Sul e no Uruguai, principalmente na região dos Pampas.

## Recepção

### Resposta crítica
O filme acabou ganhando status cult e virou uma obra regionalista importante no Rio Grande do Sul, tendo ainda ganho nova fama com o interesse na história gaúcha após o sucesso da minissérie A Casa das Sete Mulheres. No agregador de críticas IMDb, o filme tem nota de 6,9 de 10, baseada em 159 avaliações do público.
Em crítica para o jornal Folha de S.Paulo, Mário Sérgio Conti chama o filme de "épico gaúcho" e elogia o apuro técnico e e a nobreza de intenções e a afirmação regional do filme, mas coloca que espectadores que não sejam gaúchos ou que não leram o romance de Tabajara Ruas, ou seja, que não estão familiarizados aos contextos históricos retratados, podem ter dificuldade na compreensão. Já Juan Heidrich, do site Cultura Projetada, também comenta a falta de ordem cronológica, que pode ser confusa para muitos, especialmente quem desconhece a história de Netto, mas elogia as menções aos injustiçados Lanceiros Negros nos dialogos de Netto com Milonga. Rubens Ewald Filho, em crítica no Portal Uol, comenta que o filme não é tão incrível como consideram os críticos gaúchos, mas também não é tão ruim quanto afirmam os críticos de outras partes do país, se referindo principalmente as críticas vindas do Rio de Janeiro. Ele diz que o filme é, ao mesmo tempo, digno, um pouco confuso, que seu elenco é irregular, mas ainda assim tem um resultado satisfatório. 

## Prêmios e indicações
Festival de Recife
- Ganhou o troféu Gilberto Freyre para melhor ator coadjuvante para Simar Antunes, melhor roteiro e melhor direção em 2002.

Festival de Gramado
- Ganhou quatro Kikitos de Ouro, nas categorias de melhor filme - júri popular, melhor montagem, melhor trilha sonora e prêmio especial do júri.

Festival de Brasília
- Venceu na categoria de melhor ator (Werner Schünemann).

Grande Prêmio Cinema Brasil
- Recebeu duas indicações, nas categorias de melhor ator (Werner Schünemann) e melhor roteiro adaptado.